# Mateu Alemany Font
|  | «Mateu Alemany» redirigeix aquí. Vegeu-ne altres significats a «Mateu Alemany (desambiguació)». |

Mateu Alemany Font (Andratx, 24 de febrer o 28 de juliol de 1963) és un advocat i dirigent esportiu mallorquí, actualment és el director de futbol del Futbol Club Barcelona.
Fou president del Reial Mallorca entre 2000 i 2005 i candidat a presidir la Federació Espanyola de Futbol el 2007. Des de març de 2017 fou director esportiu del València CF, fins al 7 de novembre de 2019, en què se'n va desvincular per diferències amb la propietat del club.
El 2021 fou nomenat director de futbol del Barça, després que Jan Laporta guanyés les eleccions a la presidència, com a home fort del club per a encarar el procés de renovació de la plantilla blaugrana.